# Horisme plurilineata
Horisme plurilineata är en fjärilsart som beskrevs av Sterneck 1928. Horisme plurilineata ingår i släktet Horisme och familjen mätare. Inga underarter finns listade i Catalogue of Life.